# Tuinucú
Tuinucú es un pueblo cubano situado en el municipio Taguasco, provincia Sancti Spíritus, a escasos 5 km de la capital provincial del mismo nombre. Tiene una población de alrededor de 6.000 habitantes y una extensión aproximada de 3 km². 
Históricamente su economía ha estado sustentada en el cultivo y procesamiento de la caña de azúcar y sus derivados (bagazo, miel de purga, etc.). Cuenta con el central azucarero "Melanio Hernández" uno de los 2 que existen actualmente en la provincia de Sancti Spíritus, siendo éste uno de los más eficientes del país. También cuenta con la destilería "Paraíso" fundada en 1946, reconocida desde su creación por la calidad de sus rones.
- Datos: Q6153725